# Brent (fiume)
Il Brent è un fiume inglese affluente di sinistra del Tamigi che scorre nella parte nord-occidentale della Grande Londra.

## Descrizione
Il fiume, che nasce ad ovest di Barnet, nel nord-ovest della Grande Londra, è conosciuto nel suo tratto iniziale Dollis Brook. Riceve altri ruscelli, tra cui il Folly Brook e il Mutton Brook, e poi, presso Hendon prende il nome di Brent. Passa attraverso il lago chiamato Brent Reservoir (ma informalmente conosciuto come Welsh Harp, dal nome di un vecchio pub sito nelle vicinanze). In questo lago si unisce un altro torrente il Silk. Dopodiche di Brent scorre attraverso Wembley, Greenford e Hanwell, dove si unisce al Grand Union Canal proveniente da ovest.
Scorre infine attraverso Brentford, prima di sfociare in sinistra orografica nel Tamigi.
Oltre al Brent Reservoir e a Brentford, il fiume dà il nome al quartiere londinese di Brent, attraverso il quale scorre, e alla stazione della metropolitana e al centro commerciale di Brent Cross.